# Ni-ni
Pour les articles homonymes, voir Nini (homonymie).
L'expression  « Ni-ni » est une formulation politique (politique du « Ni-ni ») qui a été popularisée en 1988 par le président français François Mitterrand après sa réélection pour un second mandat. Elle définissait une nouvelle ligne de sa politique économique consistant à ne pas faire de nouvelles nationalisations tout en conservant celles déjà faites : Ni nationalisation, ni privatisation.

## Origine de l'expression
La formule « Ni-ni » est courante dans de nombreuses expressions de la langue française : « Ni Dieu ni maître (devise) », « Ni vu, ni connu », « Ni plus, ni moins », etc. En politique elle existait déjà avant l'emploi fait par François Mitterrand, et contrairement à une idée reçue, le « Ni-ni » est une vieille formule datant de la Troisième République, marquant chez les « modérés » (centristes de l'époque), le refus des extrêmes via l'adage « Ni réaction, ni révolution », expression d'un courant républicain refusant les monarchistes et les nationaux tout en étant hostiles à tout collectivisme, mais c'est l'impact médiatique qu'elle eut en 1988 qui l'a propulsée à une place de choix dans le discours politique.

## Relation France-Québec
L'expression est également utilisée depuis 1977, en référence à la position « ni ingérence, ni indifférence » du président Valéry Giscard d'Estaing pour décrire la position du gouvernement français à l'égard du débat sur la souveraineté du Québec. Cette position consiste à affirmer « la neutralité de la France tout en assurant que Paris accompagnerait les destinées du Québec. » Cette position a été affirmée par les présidents français successifs, à l'exception de Nicolas Sarkozy, lequel avait fait la promotion du fédéralisme canadien lors de sa visite de février 2009. Le président François Hollande a renoué avec la position historique lors d'une visite de la première ministre du Québec Pauline Marois en octobre 2012.

## Postérité du terme en politique française
La formulation d'idées politiques en employant le « Ni-ni » a, depuis 1988, été largement reprise dans différents domaines, même si parfois les médias ont utilisé la formule en simplifiant les propos sous-tendus, il apparaît clairement que le « Ni-ni » s'est constitué durablement comme un gimmick dans le discours politique français :
- le « Ni-ni » de Lionel Jospin (1999) : En visite en Corse, le premier ministre de cohabitation a déclaré « ne fuir aucun problème, ne tenir personne à l'écart », propositions entendues comme un discours « ni d'ouverture, ni de fermeture »[3].
- le  « Ni-ni » de Nicolas Sarkozy (2011) : « Devant les partenaires sociaux, le 6 janvier, Nicolas Sarkozy a emprunté à François Mitterrand son fameux "ni-ni" qui lui avait permis d'esquiver l'épineuse question des (re) nationalisations à la veille de l'élection de 1988. "Ni immobilisme ni remise en cause" de la durée légale du temps de travail a, en quelque sorte, répondu le chef de l'État à MM. Copé et Bertrand[4].

### Consignes de vote auXXIesiècle
La consigne de « ni-ni » donnée par les dirigeants de la droite à plusieurs occasions au début des années 2010 est l'objet d'un débat chronique, la gauche dénonçant la mise sur le même plan de ses candidatures avec celles du Front national. Cette prise de position n'est toutefois ni nouvelle ni l'apanage de la droite.
- Entre les deux tours de l'élection présidentielle française de 2002, alors que les deux candidats qualifiés étaient Jacques Chirac et Jean-Marie Le Pen, la candidate de Lutte ouvrière Arlette Laguiller propose à ses électeurs de voter blanc, pour ne voter « ni pour Chirac ni pour Le Pen »[5].
- le 2e « Ni-ni » de Nicolas Sarkozy : lors des élections cantonales de 2011, « Ni vote FN, ni vote PS », c'est la consigne pour le second tour des cantonales donnée par Nicolas Sarkozy devant l'état-major de l'UMP[6].
- le « Ni-ni » de Jean-François Copé, président de l'UMP : lors du deuxième tour de l'élection présidentielle française de 2012, il déclare, comme Nicolas Sarkozy précédemment, que dans une configuration Front national contre Parti socialiste il appelle les électeurs de l'UMP à ne voter ni pour l'extrème-droite, ni pour la gauche : « Pas question d'appeler à voter pour le Front national ni d'appeler à voter pour le candidat socialiste, qui fait alliance avec le Front de gauche[7] ». Cette position ambigüe contre les extrêmes a apporté encore plus de trouble dans l'UMP déjà affaiblie.
- la position politique de « Ni-ni » est de nouveau utilisée en février 2015 à l'occasion de l'élection partielle dans la quatrième circonscription du Doubs : dans le cadre d'une confrontation au second tour entre le Parti socialiste et le Front national, l'UMP appelle, sans être unanime, à ne voter ni pour le candidat socialiste, ni pour le candidat frontiste.
- cette position est reprise dans une acception différente par Les Républicains à l'occasion des élections régionales de décembre 2015 : « ni retraits de liste, ni fusion avec les listes socialistes ».
- après plusieurs d'années de disparition, le positionnement revient lors des élections législatives de 2022 qui suivent la réélection de Emmanuel Macron pour un deuxième mandat. Mise en difficulté par l'union des partis de la gauche lors du premier tour, la majorité sortante se refuse à donner une consigne de vote dans les duels opposant un candidat NUPES à un candidat RN[8]. Le président lui-même en appelle dans l'entre-deux-tours au « sursaut républicain » en lui donnant une « majorité solide » et ne donne également aucune consigne de vote[9].

## LeNi-nidans l'édition
- Christine Mital, Érik Izraelewicz, Monsieur Ni-Ni, L'économie selon Jospin - Peut-on lui confier l'avenir économique de la France ?, Robert Lafont, 2002 -  (ISBN 2221093607).